# Labrus bergylta
Labrus bergylta là một loài cá biển thuộc chi Labrus trong họ Cá bàng chài. Loài này được mô tả lần đầu tiên vào năm 1767.

## Từ nguyên
Từ định danh của loài bắt nguồn từ tiếng Na Uy, berggylt, có nghĩa là "cá báng chài", vì mẫu gốc của loài này được thu thập ngoài khơi Stavanger, Na Uy.

## Phạm vi phân bố và môi trường sống
L. bergylta có phạm vi phân bố ở Đông Bắc Đại Tây Dương. Loài này được ghi nhận từ bờ biển Na Uy trải dài về phía nam đến Bắc Maroc, bao gồm các quần đảo ngoài khơi là Açores, Madeira, quần đảo Selvagens và quần đảo Canary. Ở Địa Trung Hải, nhiều ghi nhận về sự có mặt của loài này (nhưng chưa chắc chắn) tại biển Adriatic và biển Marmara có thể là nhầm lẫn với Labrus merula.
L. bergylta sống gần các rạn san hô, mỏm đá ngầm hoặc giữa các thảm rong tảo ở độ sâu đến 50 m, nhưng thường được ở độ sâu trong khoảng 10–20 m. Cá con thường được tìm thấy trong vùng gian triều.

## Mô tả
L. bergylta có chiều dài cơ thể tối đa được ghi nhận là gần 66 cm, nhưng chiều dài thường được quan sát là 30–50 cm. Loài này thuần thục sinh dục khi được 2 năm tuổi, với chiều dài cơ thể đo được trong khoảng 16–18 cm. Là một loài lưỡng tính tiền nữ, cá cái chuyển đổi giới tính thành cá đực khi được khoảng 4 – 14 năm tuổi.
Loài này có nhiều biến thể màu sắc và kiểu hoa văn trên cơ thể, nhưng thường được nhìn thấy phổ biến là màu nâu đỏ hoặc màu hơi xanh lục, lốm đốm các chấm trắng với các dải sọc dọc mờ. Cá con có màu xanh ngọc lục bảo.
Số gai ở vây lưng: 18–21; Số tia vây ở vây lưng: 9–13; Số gai ở vây hậu môn: 3; Số tia vây ở vây hậu môn: 8–12.

## Hành vi và tập tính
Thức ăn của L. bergylta là các loài động vật giáp xác và động vật thân mềm. Những con cá cái đẻ trứng trong một cái tổ bằng rong và tảo được dựng bởi cá đực. Trứng được chăm sóc và bảo vệ bởi cá đực trong vòng 1–2 tuần đến khi chúng nở.